# Registreringsafgift
 Denne artikel omhandler overvejende eller alene danske forhold. Hjælp gerne med at gøre artiklen mere almen.
Registreringsafgift er en bilafgift, som indtræder for et køretøj, når dette tages i brug på færdselslovens område af en person, som har bopæl i Danmark. Registreringsafgiften skal som hovedregel betales af den person, som ejer køretøjet på tidspunktet for afgiftens indtræden. Typisk betales registreringsafgiften allerede i forbindelse med indregistreringen. 

## Dansk registreringsafgift
Registreringsafgiften blev indført i Danmark første gang den 1. februar 1924.. 
Registreringsafgiften er forskellig afhængig af, hvilket køretøj der er tale om. Eksempelvis gælder der forskellige regler for gulpladebiler, autocampere, motorcykler og personbiler. Registreringsafgiften udregnes på baggrund af et kompliceret system af fradrag og procentsatser. 
I 2006 medførte registreringsafgiften, at en bil med en salgspris på 100.000 kr. inkl. moms, koster ca. 275.000 kr. inkl. registreringsafgift. Udover registreringsafgift betales der halvårligt en ejerafgift.
Danmarks registreringsafgift er enestående høj i Europa og blandt verdens højeste. Singapore har den højeste bilregistreringsafgift. 
Et eksempel med virkning fra 20. november 2015 i Danmark på en Mercedes S350, hvor prisen fra fabrikken vokser fra DKK 459.352,- til den endelige salgspris på DKK 1.315.225,- (Der tages i denne beregning ikke hensyn til tillæg og fradrag i afgiften for bl.a. sikkerhedsudstyr og brændstofforbrug).
| Fabrikspris | Moms 25%  | Afgiftspligtig værdi | 85% af 185.000 kr. | 150% af resten | Endelig Salgspris |
| ----------- | --------- | -------------------- | ------------------ | -------------- | ----------------- |
| 459.352,-   | 114.838,- | 574.190,-            | 157.250,-          | 583.785,-      | 1.315.225,-       |

## Historie
Registreringsafgiften eller oprindeligt Lov om Omsætningsafgift af Motorkøretøjer blev fremsat i Folketinget den 31. januar 1924 af Finansminister N. Neergaard med virkning fra den 1. februar 1924. Afgiften var midlertidig, men blev gjort permanent den 1. januar 1925. Det oprindelige formål med indførelsen af registreringsafgiften var at mindske importen af køretøjer og dermed styrke handelsbalancen og den danske valuta.. Også dengang blev registreringsafgiften beregnet ud fra en progressiv skala, der gik fra 15 % til 30 % i fire skalatrin. Afgiftssatsen blev sidenhen opjusteret løbende, og i 1977 blev den maksimale afgiftssats på 180 % indført. Folketinget angav ikke nogen egentlig begrundelse for en forhøjelse af afgiftssatsen til 180 %, ud over at statens indtægter som følge af afgiftsforhøjelsen ville stige med ca. 360 mio. kr. årligt.
Med virkning fra den 20. november 2015 blev den maksimale afgiftssats på 180% sænket til 150%. Nedsættelsen skete som en del af finansloven 2016. Sænkningen af registreringsafgiften trådte i kraft med øjeblikkelig virkning den 20. november 2015. Aftalen blev vedtaget af Venstre, Dansk Folkeparti, Konservative og Liberal Alliance. Sænkningen af registreringsafgiften var primært et ønske fra Liberal Alliance.

## Lupoloven
Lupoloven er en populær betegnelse for en ændring af loven om registreringsafgift efter lovforslaget L76, som Folketinget vedtog i 1999. Særdeles brændstoføkonomiske biler fik et afslag i registreringsafgiften. Da loven i praksis næsten udelukkende fandt anvendelse på biler af typen Volkswagen Lupo, bliver den populært kaldt for Lupoloven. Reduktionen i registreringsafgiften var til og med 2005 en tredjedel, derefter er den en femtedel.